# Харечко Михайло Миколайович
Харечко Миха́йло Микола́йович — учасник Афганської війни 1979–1989 років, проживає в місті Київ.
Член Всеукраїнської асоціації ветеранів Афганістану, голова Комітету Громадської ради з питань військово-патріотичного виховання та зв'язків з молодіжними громадськими організаціями при Міністерстві оборони України.

## Нагороди
- орден «За заслуги» III ступеня (13.2.2015)